# Kohleria
Kohleria é um género botânico pertencente à família Gesneriaceae, originário da América Central e América do Sul.

## Sinonímia
Calycostemma, Cryptoloma, Giesleria, Isoloma, Sciadocalyx, Synepilaena, Tydaea

## Espécies
Apresenta 112 espécies:
Kohleria allenii Kohleria amabilis Kohleria anisophylla
Kohleria anonyma Kohleria avilana Kohleria baezana
Kohleria begotensis Kohleria behnickii Kohleria bella
Kohleria bogotensis Kohleria brachycalyx Kohleria chiapensis
Kohleria collina Kohleria colorata Kohleria cordifolia
Kohleria deppeana Kohleria diastemoides Kohleria digitaliflora
Kohleria dubia Kohleria elegans Kohleria elongata
Kohleria eriantha Kohleria ferruginea Kohleria filisepala
Kohleria fruticosa Kohleria gigantea Kohleria grandiflora
Kohleria guazumaefolia Kohleria hirsuta Kohleria hirsutissima
Kohleria hookerii Kohleria hondensis Kohleria hybrida
Kohleria ignorata Kohleria inaequalis Kohleria incana
Kohleria jamesoniana Kohleria kalbreyeri Kohleria karsteniana
Kohleria krameriana Kohleria lanata Kohleria lanigera
Kohleria lehmannii Kohleria leucomallos Kohleria lindenii
Kohleria lindeniana Kohleria linkiana Kohleria longicalyx
Kohleria longiflora Kohleria longifolia Kohleria longipedunculata
Kohleria longipes Kohleria luciani Kohleria maculata
Kohleria magnifica Kohleria martensii Kohleria mollis
Kohleria moritziana Kohleria neglecta Kohleria ocellata
Kohleria papillosa Kohleria patentipilosa Kohleria pedunculata
Kohleria peruviana Kohleria petiolaris Kohleria picta
Kohleria pilosa Kohleria platylomata Kohleria pycnosuzygium
Kohleria regelii Kohleria reticulata Kohleria rhodomallon
Kohleria rhodomallos Kohleria rubricaulis Kohleria rugata
Kohleria rupestris Kohleria rupicola Kohleria sancti
Kohleria saxicola Kohleria scabrida Kohleria schiedeana
Kohleria seemanni Kohleria septentrionalis Kohleria serrulata
Kohleria skutchii Kohleria spicata Kohleria sprucei
Kohleria straussiana Kohleria stricta Kohleria strigosa
Kohleria stubeliana Kohleria stuebeliana Kohleria tetragona
Kohleria tomentosa Kohleria trianae Kohleria triflora
Kohleria tubiflora Kohleria ventricosa Kohleria vestita
Kohleria villosa Kohleria viminalis Kohleria violacea
Kohleria wageneri Kohleria warscewiczii Kohleria warszewiczii
Kohleria weberbaueri Kohleria Hybriden
Kohleria Regel